# عين الحجل
عين الحجل أو كما يسمونها حجيلة إحدى بلديات ولاية المسيلة. بلغ عدد سكانها 33046 نسمة عام 2008.

## الموقع الجغرافي
تقع في الشمال الغربي للولاية على مسافة 65 كلم من مقرها. وتبعد عن الجزائر العاصمة بـ 178 كلم، تحدها سيدي عيسى من الشمال، ومن الشرق سيدي هجرس، ومن الجنوب سيدي عامر، ومن الغرب بوطي السايح، ومن الشمال الغربي شلالة العذاورة.